# Sociedad y Archivo Háttér Budapest
La Sociedad y Archivo Háttér Budapest (en húngaro: Háttér Társaság a Melegekért) es una organización de Budapest (Hungría) que documenta y da apoyo a la vida de los homosexuales. El Háttér Társaság tiene su dirección en la calle Csanády, n.º 4b.
La sociedad se fundó con el nombre «Háttér Társaság a Melegekért» en 1995 en la fonda Vaskapu, en Estrigonia. Poco después el grupo se trasladó a su primera sede en una oficina en la calle Visegrádi de Budapest. En 1996 se fundó el Archivo Háttér.
A partir de 1996, la Sociedad organiza en IGLYO, en Budapest, una conferencia anual. Ese mismo año se hizo miembro de ILGA. En 1997 organizó la primera manifestación del orgullo LGBT en Budapest.
En 2003 contribuyó con sus actividades de cabildeo a que Hungría se convirtiese en el primer país de Europa que incluyó de forma explícita la discriminación por identidad sexual en su ley en contra de la discriminación. En 2004 la Sociedad organizó la conferencia anual de ILGA Europa en Budapest.
La embajada de Estados Unidos en Budapest entregó a la Sociedad Háttér el Active Citizenship Award, que premia a las organizaciones por sus actividades desinteresadas a favor de la sociedad.
En 2012, los trabajadores del Archivo Háttér tomaron parte en una conferencia extraordinaria de los archivos, bibliotecas y museos LGBT.
Desde 2013 el nombre es Sociedad Háttér.